# Aron Eisenberg
Pour les articles homonymes, voir Eisenberg.
Aron Eisenberg est un acteur américain né le 6 janvier 1969 à Hollywood (Californie, États-Unis) et mort le 21 septembre 2019.

## Biographie
Aaron Eisenberg est apparu dans des émissions télévisées comprenant Tales from the Crypt, Amityville 4, Parker Lewis ne perd jamais, Les Années coup de cœur et Hôpital central. Il a joué dans "Motherly Love", un épisode de Brotherly Love. Eisenberg a joué un rôle de premier plan dans la série télévisée The Secret World de Alex Mack dans les années 90 dans laquelle il a interprété le personnage de Jerry. Il est apparu dans des films comme The Liars' Club, Puppet Master III : La Revanche de Toulon, House of Streets 3.
Aron Eisenberg a joué le rôle de Nog, un Férengi, au cours des sept saisons de Star Trek: Deep Space Nine. Bien que la série l’ait appelé à paraître sous un maquillage épais, il est apparu sans maquillage en tant que vendeur de journaux dans l’épisode " Far Beyond the Stars ". Ils l'ont ensuite mis comme acteur vedette comme Kazon appelé Kar dans « Initiations », un épisode de Star Trek: Voyager. Eisenberg a également joué sur scène dans des productions telles que The Indian Wants the Bronx, On Borrowed Time et Minor Demons. Il a parfois fait du théâtre, comme dans la production de On Borrowed Time de 1997 et dans la production en 1998 de The Business of Murder au Conejo Players Theatre.

## Filmographie
- 1989 : Beverly Hills Brats : Simon
- 1989 : House 3 : Scott McCarthy
- 1989 : Amityville 4 (Amityville: The Evil Escapes) (TV) : Brian Evans
- 1990 : Schizo (Playroom) : Daniel
- 1990 : Streets : Roach
- 1991 : Prayer of the Rollerboys : Teen Boy
- 1991 : Puppet Master III: Toulon's Revenge : Peter Hertz
- 1993 : The Liars' Club : Buzz
- 1993 - 1999 : Star Trek : Deep Space Nine (TV) : Nog
- 1994 : Pterodactyl Woman from Beverly Hills : Tommy Chandler
- 1995 : Star Trek : Voyager (TV) : Kar (saison 2 épisode 2)
- 1998 : Brave New World (TV) : Male Panelist